# Neuville-lès-Vaucouleurs
 Neuville-lès-Vaucouleurs  là một xã thuộc tỉnh Meuse trong vùng Grand Est đông nam nước Pháp. Xã này nằm ở khu vực có độ cao trung bình 253 mét trên mực nước biển.